# 乡镇论坛
《乡镇论坛》创刊于1989年，是中国大陆经济类旬刊，编辑部位于北京市。
《乡镇论坛》在2018年被中华人民共和国国家新闻出版广电总局新闻报刊司评为2017年全国“百强报刊”。